# Anoploderomorpha excavata
Anoploderomorpha excavata är en skalbaggsart som först beskrevs av Bates 1884.  Anoploderomorpha excavata ingår i släktet Anoploderomorpha och familjen långhorningar. Inga underarter finns listade i Catalogue of Life.